# Королевская канадская конная полиция
Короле́вская кана́дская ко́нная поли́ция, сокращённо КККП (англ. Royal Canadian Mounted Police, сокращённо RCMP; фр. Gendarmerie royale du Canada — букв. «Королевская жандармерия Канады», сокращённо GRC) — федеральная полиция Канады и одновременно провинциальная полиция канадских провинций. 
Франкоканадцы часто называют её исходным выражением «конная полиция» (фр. police montée), а англоканадцы — конными полицейскими, «конниками» (англ. mounties) или «красными мундирами» (англ. red coats), из-за их красной формы одежды. КККП — единственное в мире полицейское образование, обладающее законными полномочиями на государственном, международном, провинциальном и муниципальном уровнях, но не единственное в стране. В Онтарио и Квебеке она считается неконтрактной и может следить исключительно за федеральными законами, так как эти две провинции располагают своими собственными провинциальными полицейскими силами: Провинциальной полицией Онтарио и Полицией Квебека. В других местах она действует по контракту и следит за соблюдением не только общегосударственных, но и провинциальных законов. КККП стала известна широкой публике благодаря её действиям во время Клондайкской золотой лихорадки на рубеже XX века, голливудскому кино (в таких фильмах, как Outpost of the Mounties (1939), Fighting Shadows (1935) и Clancy of the Mounted (1933)) и благодаря различным телесериалам, в частности Строго на юг (Due South) с участием звезды Пола Гросса.

## Описание
На 14 сентября 2009 в КККП насчитывалось 28 700 человек, а её штаб-квартира находится в Оттаве. Она обладает многочисленными федеральными полномочиями: полномочиями Интерпола в Канаде, занимается различной антитеррористической деятельностью, охраной премьер-министра Канады, охраной канадских и иностранных министров и высших должностных лиц, занимается расследованиями и разведкой по делам организованной преступности, охраной канадских посольств за рубежом, предупреждением преступлений в среде канадской молодёжи, выполняет полицейские обязанности в индейских резервациях и ведёт канадский реестр огнестрельного оружия (хранящийся в Нью-Брансуике в городе Мирамиши). Некоторыми из этих полномочий она обладает и на провинциальном уровне в восьми контрактных провинциях.
Действуя по контракту на трёх территориях (Северо-Западные территории, Юкон и Нунавут) и в восьми провинциях (Новая Шотландия, Остров Принца Эдуарда, Нью-Брансуик, Ньюфаундленд и Лабрадор, Манитоба, Саскачеван, Альберта и Британская Колумбия), она располагает местными отделениями полиции, служащие которых следят также и за соблюдением правил дорожного движения в дополнение к уголовным расследованиям. Существуют специализированные центры научной полиции, по борьбе с наркотиками и т.д. На этом уровне КККП поддерживает прямые связи с муниципальными полицейскими службами.
Когда Ньюфаундленд присоединился к конфедерации в 1949 году, КККП начал действовать на территории и поглотил тогдашнюю армию «Рейнджеры Ньюфаундленда», которая патрулировала большую часть сельских районов Ньюфаундленда. 
Сейчас на всех трёх северных территориях единственной полицейской силой является Королевская канадская конная полиция, организованная по типу «территориальной полиции».
Особое отделение, называемое Каруселью КККП, проезжает по всей Канаде и даёт конные представления, напоминающие о ранних периодах своей истории. Карусель КККП проводит великолепные выступления и во многих других странах, в том числе в США и во Франции.
Территориальной организацией КККП является Дивизия — название, связанное в некоторой степени с военным прошлым. Каждая дивизия прикреплена к различным объектам на границах каждой канадской провинции или территории. Каждая из 15 дивизий Конной полиции управляется командующим, обычно заместителем комиссара, и обозначается какой-либо буквой алфавита (например, Дивизия С дислоцируется в Квебеке). В Онтарио же дислоцируются две дивизии: одна — для государственной столицы (Оттавы), другая — для остальной провинции. Пятнадцатая дивизия называется Сборный пункт и курирует образовательное учреждение в Реджайне (Саскачеван) и центр дрессировки полицейских собак в Боудене (Альберта). Все дивизии распределены по четырём областям: Тихоокеанской, Северо-Западной, Центральной и Атлантической. КККП находится под руководством комиссара и восьми помощников комиссара, каждый из которых заведует одним из следующих отделений:
- Атлантическая область (в Галифаксе (Новая Шотландия))
- Центральная область (в Оттаве)
- Северо-Западная область (в Реджайне)
- Тихоокеанская область (в Ванкувере)
- Боевые действия
- Государственные полицейские услуги
- Общее управление и контроль
- Стратегическое направление

### Звания
| Звание                             | Численность в КККП на 19 сентября 2009 |
| ---------------------------------- | -------------------------------------- |
| Комиссар                           | 1                                      |
| Заместитель комиссара              | 8                                      |
| Помощник комиссара                 | 26                                     |
| Старший суперинтендант             | 56                                     |
| Суперинтендант                     | 186                                    |
| Инспектор                          | 433                                    |
| Старший сержант корпуса            | 1                                      |
| Старший сержант                    | 6                                      |
| Штабной старший сержант            | 16                                     |
| Штабной сержант                    | 928                                    |
| Сержант                            | 2090                                   |
| Капрал                             | 3570                                   |
| Полицейский                        | 11 594                                 |
| Особый полицейский                 | 74                                     |
| Гражданский                        | 3607                                   |
| Служащие государственного аппарата | 6102                                   |

Нижние звания полицейских КККП происходят от званий Канадской армии XIX века, которые почти совпадают со званиями современной Британской армии. Высшие звания скорее были введены гражданским правительством и со временем увеличили своё число или значение по мере увеличения численности полицейских сил. Например, звание инспектора вначале было званием младшего офицера, но стало званием высшего.
Инспекторы и другие высшие офицеры назначаются Генерал-губернатором в совете (канадском совете министров). Младшие офицеры и полицейские составляют большинство личного состава в областных отделениях и их продвижение по службе производится по конкурсу. Звания обозначаются на рукаве парадной формы, а также на погонах рабочего пиджака или рубашки. Особые, вспомогательные полицейские или учащиеся имеют отличительные знаки обычных полицейских. В дополнение к обычным полицейским существуют особые и вспомогательные полицейские, гражданские члены и служащие.

### Гражданские члены
Гражданские члены не имеют офицерских полномочий и нанимаются для проведения экспертиз. Они объединяются в следующие отделы:
Научная полиция:
- Токсикология
- Химия
- Биология — тесты ДНК
- Право

Техника:
- Отпечатки пальцев
- Измерительные приборы
- Документация
- Подделки
- Огнестрельное оружие
- Электроника
- Информатика
- Связь
- Телекоммуникации

Управление:
- Связь с общественностью
- Управление
- Трудовые ресурсы
- Перевод
- Полицейская техника

## История

### Основание

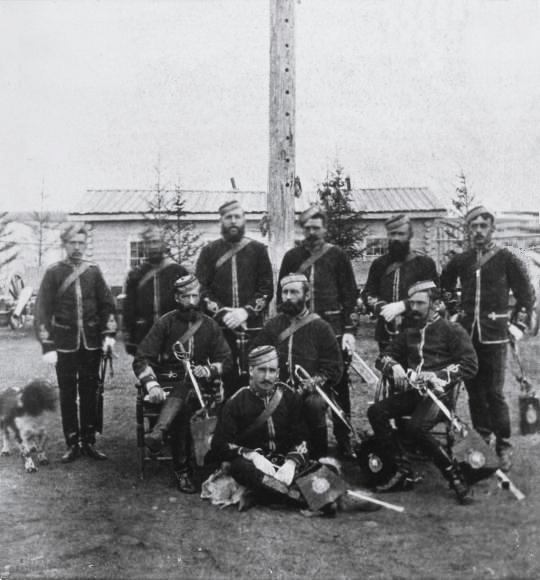
Персонал Северо-Западной конной полиции, Форт-Уолш, Саск., 1878

23 мая 1873 года сэром Джоном А. Макдональдом, отцом Канадской конфедерации и премьер-министром Канады, была основана Северо-Западная конная полиция (North West Mounted Police). Полученное название лучше обозначало её роль, чем название Северо-Западные конные стрелки (North West Mounted Rifles), предложенное первоначально, и не было столь вызывающим по отношению к индейцам и американскому правительству. СЗКП должна была следить за соблюдением закона в Северо-Западных территориях (включавших тогда Альберту, Саскачеван, значительную часть Манитобы и Нунавута), устанавливать дружественные отношения с Первыми нациями (индейцами) и открывать земли для заселения.

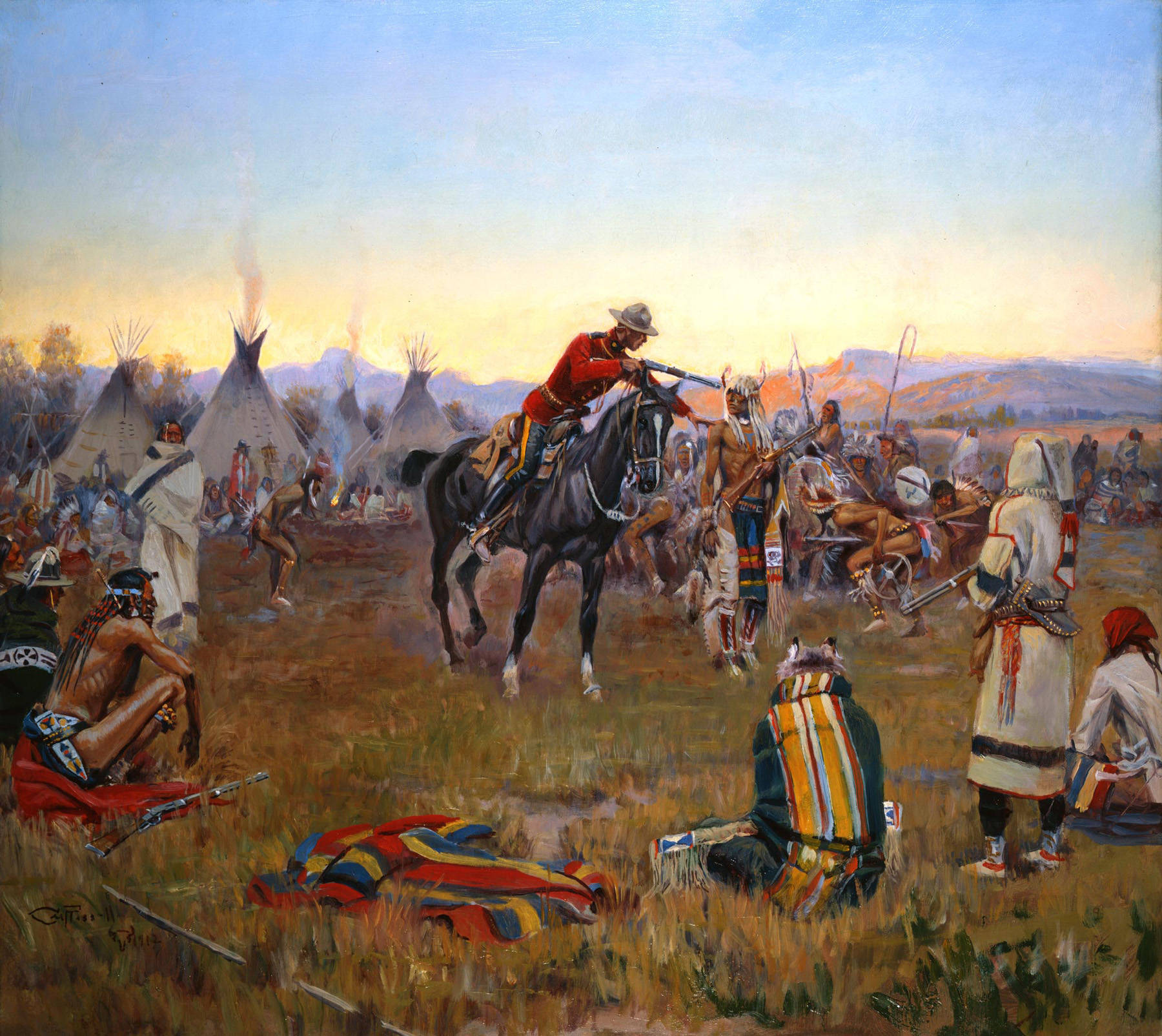
Чарльз Рассел. «В одиночку» (1912)

Её создание и развёртывание стали необходимы из-за американских торговцев виски, наступавших на канадскую территорию, создавая проблемы и приводя к истреблению населения в области Кипарисовых холмов. По предложению одного из своих министров Макдональд приказал одеть силы в красное, традиционно британское, чтобы хорошо отличать их от синевы американских войск. СЗКП была разделена на полки, как британское кавалерийское подразделение, и даже сегодня сохраняет некоторые из этих традиций.
Первый отряд СЗКП под командованием полковника Джорджа Артура Френча 8 июля 1874 года отправился из Форт-Дафферина в Манитобе туда, где сегодня находится Альберта. В нём находилось 22 офицера, 253 человека (разделённых на полицейских и их помощников), 142 тягловых быка, 93 головы скота, 310 лошадей, 114 ред-риверских двуколок, 73 телеги, имелись 2 крупнокалиберных 9-фунтовых ружья, 2 мортиры, жнейки, передвижные кузницы и кухни. Путешествие было описано в газете Анри Жюльеном, художником, отправленным туда от Канейдиан Иллюстрейтед Ньюс, чтобы запечатлеть это событие. Акцент, сделанный на уважении прав коренных народов, был оценён ими, и во время кампаний американской армии против сиу в 1876 году Сидящий Бык бежал со своими людьми на юг Саскачевана. Джеймс Морроу Уолш, отвечавший в СЗКП за область горы Вуд (Wood Mountain), заключил с Сидящим Быком соглашение о помощи, и они стали хорошими друзьями.
В 1880-х годах Северо-Западная конная полиция приняла на себя обязанность помогать канадской армии в усмирении восстания метисов в землях современного Саскачевана. Восстание Северо-Запада закончилось поражением метисов в сражении при Батоше 12 мая 1885 года. Глава метисов, Луи Риель добровольно сдался СЗКП и был осуждён трибуналом, приговорившим его к повешению. Приговор приведён в исполнение 16 ноября 1885.
В 1898 году Северо-Западной конной полиции доверили контроль над золотой лихорадкой Клондайка в Юконе. На вершине перевала Чилкут, служащие, среди прочего, требуют, чтобы горняки провезли не менее тонны самых разных товаров, необходимых для выживания, что впоследствии предотвратило голод. Для обеспечения безопасности они также осматривают все используемые для подъёма по реке Юкон ялики и вводят «Blue ticket» (синий билет), чтобы исключить проезд нежелательных лиц.

### Изменение полномочий
До 1903 года деятельность и юрисдикция СЗКП проходят, в основном, около американской границы — в современных канадских Степях. Тогда СЗКП разворачивает свой контингент и на побережье канадской Арктики. В 1904 к названию организации добавлен титул «королевская»: Королевская северо-западная конная полиция (КСЗКП). В 1905 году она получает юрисдикцию на остальные территории Альберты и Саскачевана. В 1912 году она размещается также в северной части Манитобы. Она остаётся верной своему полувоенному устройству.
После Первой мировой войны она выглядит, как остаток XIX века. В Канаде на пути индустриализации XX века КСЗКП обречена на исчезновение, будучи заменяющейся городскими или провинциальными полицейскими силами. Действительно, Канадский Запад стал скорее зоной ферм, чем территориями индейцев, и изменение профиля было настоятельно необходимым. Правительство, однако, решило объединить её с Полицией Доминиона, полицейскими силами, изначально созданными для защиты парламентариев и в 1911 году ставшими эквивалентом КСЗКП на востоке Канады. При слиянии 1 февраля 1920 образуется Королевская канадская конная полиция, федеральная полиция, отвечающая за государственную безопасность и сохранившая от бо́льшую часть организационных и зрительных особенностей КСЗКП, в том числе парадную форму. Новая роль конной полиции состоит в контроле над соблюдением канадских федеральных законов по всей стране, подобно роли созданного впоследствии американского ФБР. За исключением Квебека и Онтарио, КККП как сила по поддержанию порядка и защите закона работает во всех негородских зонах.

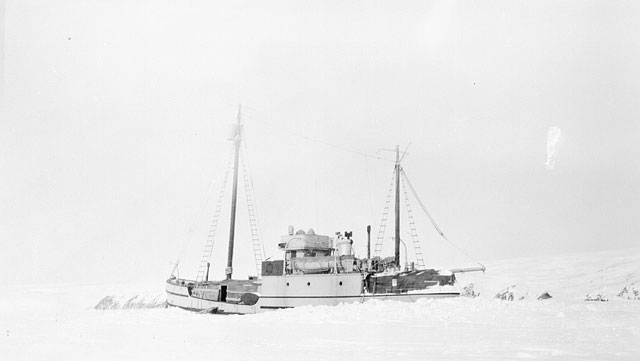
Шхуна Сен-Рок

В 1920-х были добавлены другие новые обязанности: борьба с наркотиками, помощь различным государственным агентствам, в том числе пограничной и миграционной службам. В 1932 году из отдела Министерства государственных сборов был образован морской отдел КККП для патрулирования берегов и сбора таможенных пошлин. Тогда была куплена шхуна Сен-Рок, приспособленная к патрулированию Арктики. Это первое судно, прошедшее через Северо-Западный проход с запада на восток (1940-42), совершившее это прохождение за один сезон (1942) и прошедшее вокруг Северной Америки (1950). В дополнение к своей роли по поддержанию порядка КККП приняла также обязанности контрразведывательного агентства против зарождавшейся коммунистической угрозы. В последующие десятилетия эта её последняя роль вызовет много критики, поскольку КККП начнёт выслеживать не только людей из Коммунистической партии, но и синдикалистов, и других левых не слишком следя за своей деятельностью. Эта служба сначала становится частью отдела уголовных расследований, но в 1939 году выделяется в особый отдел под названием Служба безопасности КККП.

### Не такие славные случаи

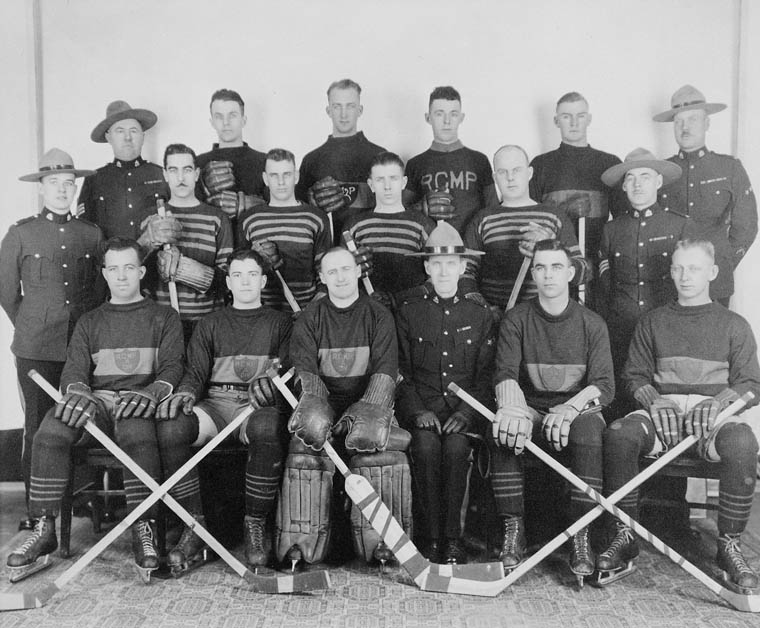
Хоккейная команда КККП

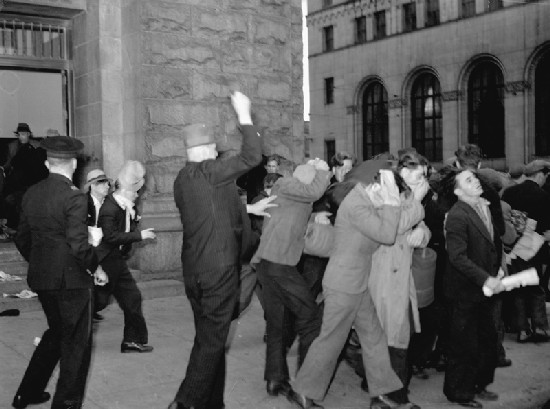
Полицейский КККП в гражданском, набрасывающийся на бастующих в Ванкувере в 1938 году

В 1919 году, следуя консервативной философии времени, КСЗКП была использована для подавления виннипегской всеобщей забастовки, а её полицейские стреляли по толпе, убив двух и ранив тридцать бастующих. Новую КККП продолжали использовать в других конфликтах 1930-х годов, отмеченных мировой Великой депрессией и требованиями рабочих. К этому относится гибель трёх шахтёров в Эстеване (Саскачеван) в 1931, жёсткое подавление Движения на Оттаву из Реджайны (Саскачеван) в 1935, во время которого погиб один полицейский полицейской службы Реджайны и один демонстрант. К тому же, КККП наняла особых констеблей для такого рода подавлений и даже образовала в конце 1930-х милицию — Пограничный полк (Legion of Frontiersmen) — для использования её в случае необходимости. Особые констебли стали впоследствии полицейскими силами в аэропортах федеральной юрисдикции и в некоторых провинциальных судах.
В обязанности КККП также вошёл контроль над индейскими школами, что с 1920-х по 1960-е годы вынудило индейских детей стать учащимися в ассимилирующих школах.
В конце Второй мировой войны напряжённость между Западом и СССР не заставляет себя ждать. В 1945 году служащий по дешифровке советского посольства в Оттаве Игорь Гузенко попросил убежища у канадского правительства и рассказал о существовании разведывательной сети по всей стране. Служба безопасности КККП получила тогда полномочия фильтровать подрывные элементы в канадской государственной администрации. То, что началось как поиск просочившихся элементов, превратилось в борьбу с гомосексуалами в 1950 году, незаконным в то время действиям, воспринятым как слабость и возможное средство шантажа со стороны КГБ. Была даже разработана машина по выявлению гомосексуалов, основанная на обнаружении расширения зрачков обследуемого при просмотре изображений мужских обнажённых тел. По прошествии четырёх лет итоги оказались неубедительными и её использование было прекращено. Несмотря ни на что, многие чиновники были уволены по этому поводу.
В 1960-е подъём квебекского национализма приводит к образованию Освободительного фронта Квебека (ОФК), проповедующего независимость через насилие, но не связанного с такими легальными партиями, выступающими за независимость, как Объединение за национальную независимость (ОНН) и Квебекская партия (КП). Служба безопасности КККП, вовлечённая в борьбу с терроризмом, пытается фильтровать не только ОФК, но и законные партии вплоть до 1970-х. Её просочившиеся агенты совершают незаконные действия, вроде поджогов ферм, представляя их действиями ОФК, и подстрекают членов ОФК к совершению террористических актов. Другие агенты крадут членские списки КП. В 1984 Служба прекращает своё существование в соответствии с советами комиссии Макдональда, расследовавшей эти неблаговидные действия, и заменяется Канадской службой безопасности (КСБ) под надзором гражданского слушателя.
Впоследствии очень важная проблема связи между Канадской службой безопасности (КСБ) и КККП провалила предотвращение и расследование покушений Air India в 1985 году. Недавно её комиссар Джулиано Дзаккарделли был вынужден подать в отставку по причине своего сомнительного свидетельства в деле Арара, канадца сирийского происхождения, в результате получения данных из КККП депортированного американскими властями в Сирию, где он подвергся пыткам, а также по причине своего подозрительного управления пенсионным фондом КККП.
В 2009 году в рамках КККП создано подразделение Надзора за маргинальными движениями и анархистами (Guet des activités des mouvements marginaux et anarchistes, или GAMMA). В июне-июле 2011 года сотрудники GAMMA арестовали восьмерых активистов левого и студенческого движения. Представители рабочего движения, организации борьбы за гражданские свободы, студенческие группы и левые политические партии осудили создание чисто политического отделения полиции и видят в этом нарушение основных законов Канады.
Полиция скрывала порядка 4000 убийств аборигенов с 1980 года и позже, признав не более 1100.

### Появление женщин
23 мая 1974 комиссар М. Д. Нейдон объявил, что КККП начнёт принимать женские прошения на должность полицейских. 16 сентября тридцать две первые женщины были зачислены КККП на службу в Группу 17 реджайнской школы. Первый класс закончил своё обучение 3 марта 1975. В 1981 женщина впервые получила звание капрала и приняла участие в Конном параде КККП. В 1987 женщина впервые была назначена на должность за рубежом, а в 1990 — на командующую должность. В 1992 назначают первого высшего офицера-женщину, а в 1998 — помощницу комиссара. С 15 декабря 2006 по 10 августа 2007 Беверли Басон исполняла обязанности комиссара КККП, пока не была заменена Уильямом Д. С. Эллиоттом. Она стала  первой женщиной на службе в КККП.
3 марта 2005 были убиты четыре молодых сотрудника полиции. Мейерторпский отряд КККП (в 130 километрах к северо-западу от Эдмонтона (Альберта) оказывал помощь в гражданском деле, возбуждённом по взысканию имущества. Во время выезда на место полицейские обнаружили два десятка кустов марихуаны. Четыре сотрудника КККП, оставшиеся на месте для охраны вещественных доказательств, были убиты владельцем посадок, совершившим впоследствии самоубийство.

## Заслуги
Члены КККП прославились, в частности, во Второй англо-бурской войне, Первой мировой и Второй мировой войнах:
- Во время Англо-бурской войны члены КККП взяли неоплачиваемый отпуск, чтобы сформировать значительную часть второго батальона Канадских конных стрелков (ККС, Canadian Mounted Rifles) и часть полка Конница лорда Стратконы (Lord Strathcona’s Horse). За отличия ККС во время сражений король Эдуард VII 24 июня 1904 пожаловал СЗКП титулом «Королевская».
- Во время Первой мировой войны с 6 августа 1914 добровольческий эскадрон КСЗКП служил во Франции вместе с Канадской лёгкой конницей (Canadian Light Horse). Два других эскадрона были отправлены на боевые действия в 1918, один — во Францию и Фландрию, другой — в Сибирь.

Во время обеих мировых войн в обязанности КККП входил надзор в Канаде за лагерями заключения военнопленных и граждан стран-противниц (японцев, итальянцев, германцев). КККП сформировала также полицейский контингент для поддержания порядка в канадских войсках во время Второй мировой войны.
С 1989 и до сегодняшнего дня КККП приняла участие в более чем 35 миссиях ООН. Её работа заключается в способствовании миру и безопасности в мире и укреплении международных усилий по поддержанию порядка в сотрудничестве с местными полицейскими службами стран, подверженных столкновениям или находящихся под угрозой столкновений. В частности, в Гаити контингент участвует в просвещении государственной полиции.

### Военные почести
Со времени своего появления под названием СЗКП КККП является полицейской службой, но имеет полувоенный статус. Как таковая, КККП считается драгунским полком, и с 1921 служащие могут носить планки и знамёна, полученные на военной службе. Её первое знамя относится к 1935, а самое последнее включает указанные ниже заслуги. В качестве полка КККП вместе с Королевской лейб-гвардией (King’s Life Guard) участвовала в коронации Георга V Виндзорского в 1937.
СЗКП/КСЗКП/КККП получала военные отличия за:
- Восстание метисов (Канада) 1885
- Англо-бурская война (Южная Африка) 1900-02
- Первая мировая война: Франция и Фландрия 1918, Сибирь 1918-19
- Вторая мировая война: Европа, 1939-45

Почётное отличие:
- Эмблема части Канадской военной полиции

## Форма

### Классическая

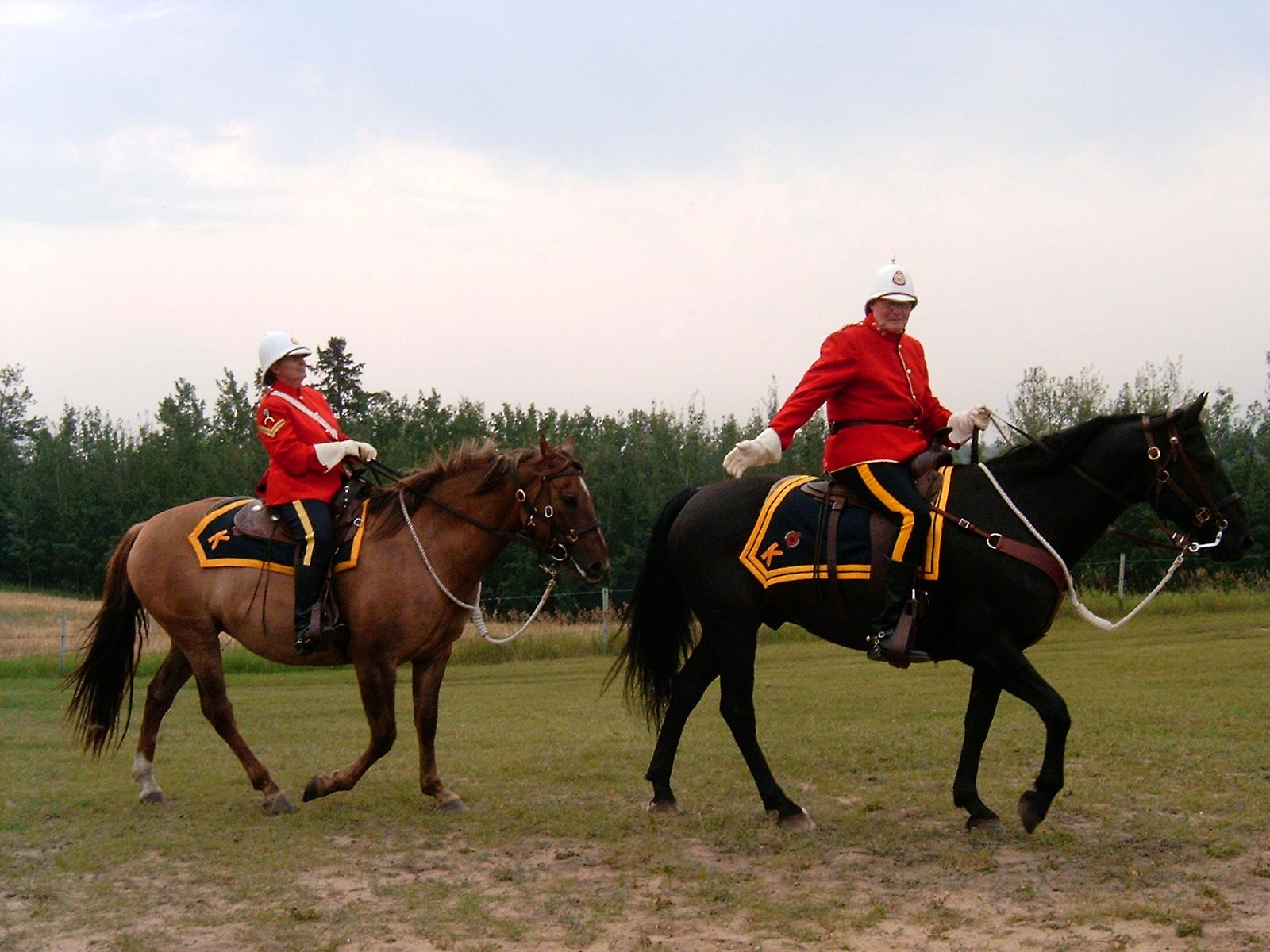
Актёр, одетый в форму Группы К СЗКП

КККП известна своей парадной формой, состоящей из красного кителя с позолоченными пуговицами, называемого Красной саржей (Red Serge, произошедшего от британских red coats), тёмно-синих верховых брюк с жёлтой полосой на внешней стороне штанины (блюз), широкополой шляпы-стетсон, пары высоких сапог из коричневой кожи, называемых Хай Браунс (High Browns), и поясного ремня из коричневой кожи, называемого Сэм Браун (Sam Browne).

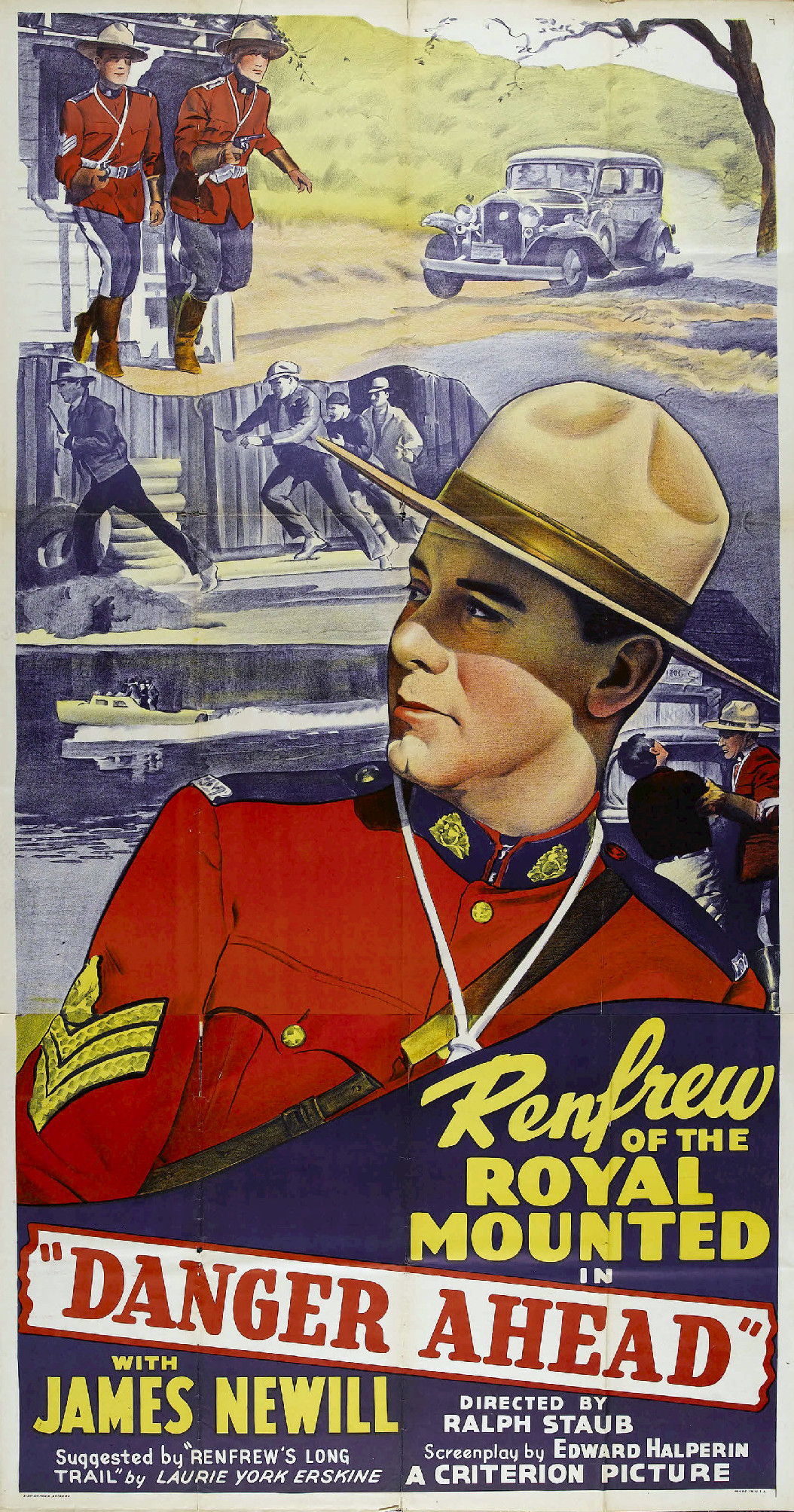
Форма Red Serge в американском кинофильме 1940 года

Первоначально форма поступала из магазинов канадской милиции и имела много разновидностей в зависимости от магазина, но вскоре была стандартизирована. В 1920-х после получения титула «Королевская» ярко-красные погоны с золотой каймой были заменены на синие. Изначально брюки были светло-жёлтыми, но члены СЗКП часто обменивались с американскими войсками вдоль границы, и синий цвет брюк, использующийся сейчас, возможно, связан именно с этим. Жёлтая полоса — ещё одна британская традиция. Полицейские с чином ниже инспектора носят на воротнике стилизованные синие нашивки. Высшие офицеры имеют полностью синий воротник и рукава с синей каймой.
СЗКП вначале одевалась в английские колониальные шлемы, которые были не совсем удобными в повседневной жизни. Поэтому члены приспособили для патрулирования широкополые головные уборы, лучше защищающие от солнца и сил природы. Шляпы Стетсона были официально приняты лишь в 1904 году, но контингент СЗКП уже надевал этот головной убор на пятидесятилетие правления королевы Виктории, и его также носили члены Конницы лорда Стратконы во время Англо-бурской войны. Сапоги были чёрные, а ремень был двойным патронным поясом без портупеи, поскольку обычным оружием был карабин.

### Повседневная

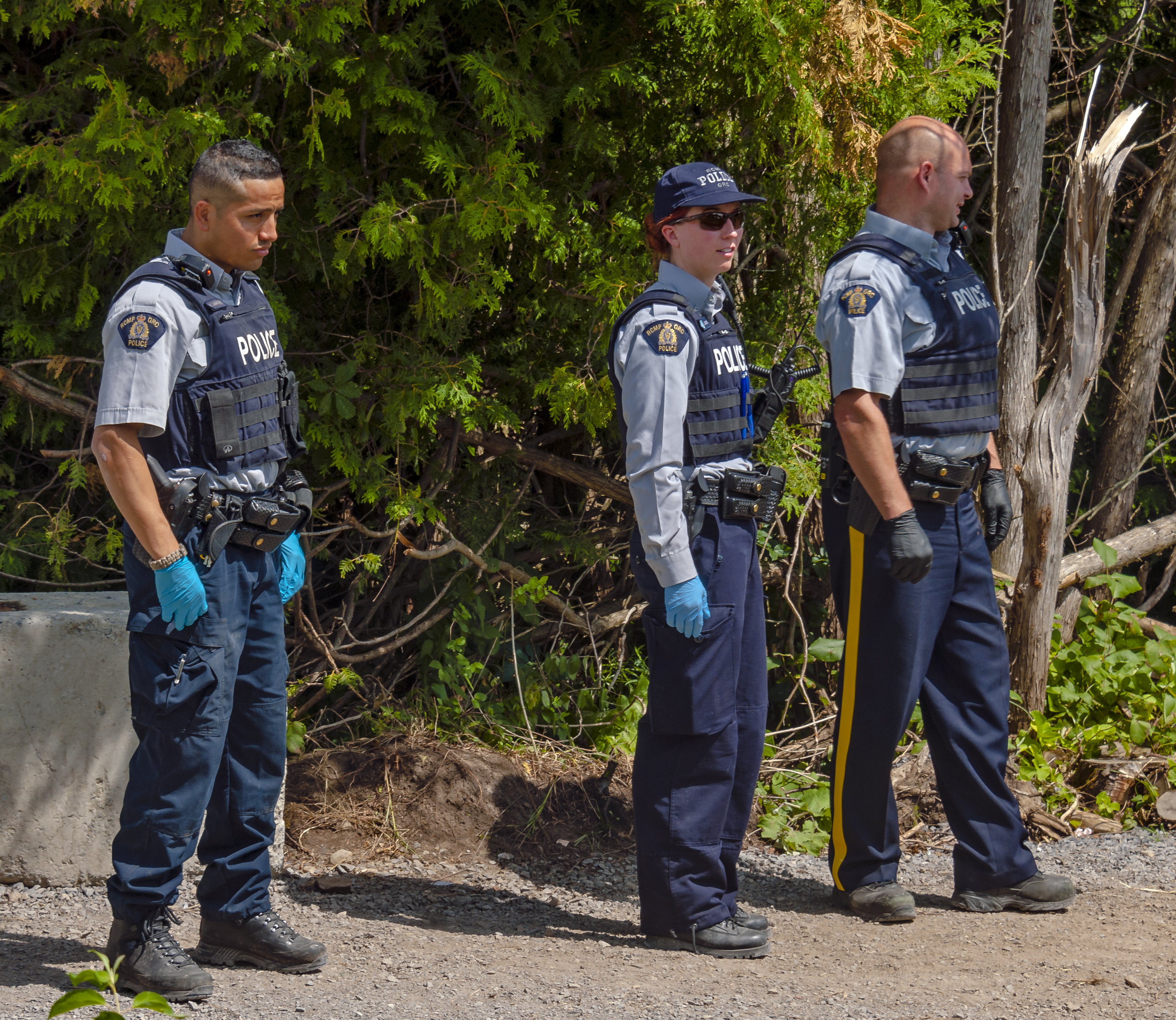
Сотрудники КККП на границе с США

Рабочей формой в контрактных провинциях являются серая рубашка, тёмно-синий галстук, тёмно-синие брюки с жёлтой полосой на внешней стороне штанины, чёрные сапоги, бронежилет, синий пиджак с открытым воротником из гортекса и регулярная фуражка. Рабочий пояс включает аэрозоль со слезоточивым газом (на перцовой основе), складную дубинку, пару наручников и пистолет (Sig-Sauer p226/220 или S&W 5946/3953). Для высших офицеров серая рубашка заменена белой, а пиджак более строгий. Зимой к основной форме добавляются утеплённые сапоги, пальто и меховые наушники. В Британской Колумбии шляпа имеет чёрную полосу из медвежьей кожи. 15 марта 1990 года сикх Балтедж Синг Диллон, несмотря на возражения общественности, получил право носить вместо стетсона тюрбан расцветки КККП.
В неконтрактных провинциях полицейские КККП носят рабочую форму, когда им предстоит выполнять некоторые должности конной полиции, такие как патрулирование границ. Однако, когда работа заключается в расследованиях, охране должностных лиц и т. д., большинство из них одеты в гражданское. Специализированные отделы также имеют соответствующую одежду.

## Просвещение
Для того чтобы стать полицейским КККП, нужно удовлетворять следующим основным требованиям: быть канадским гражданином, свободно говорить на одном из двух официальных языков Канады, иметь канадский или равноценный диплом о среднем образовании, действительные и неограниченные канадские водительские права и на момент зачисления быть не моложе 19 лет. Кандидаты должны пройти череду психологических испытаний и медицинских проверок для оценки их способностей для полицейской работы. Для исключения сомнительных лиц кандидаты также проходят испытание на детекторе лжи, а их прошлое тщательно проверяется.
Будучи принятыми на обучение, они отправляются в Реджайнский образовательный центр (Саскачеван), где проходят ежедневную физическую подготовку, состоящую из маршировки, бега трусцой между занятиями или отработки полицейской оборонительной тактики, репетиций торжеств, бега на дистанцию 6,5 км, подъёма по девяти лестничным пролётам и т. д. Они изучают полицейскую технику, законы и постановления, пользование огнестрельным оружием, управление полицейскими транспортными средствами, государственную и полицейскую безопасность, дисциплину и отрабатывают тактику. Всё это проходит с 6 ч. 15 мин. и до позднего вечера на протяжении 24 недель.
Из 12 000 кандидатов обоих полов, ежегодно подающих заявления на вступление в полк КККП, принимаются менее 5 %. Кроме этого строгого начального отбора, кто-то отсеивается и впоследствии из-за жёстких условий обучения, где учитываются самые малейшие ошибки.

## Вооружение

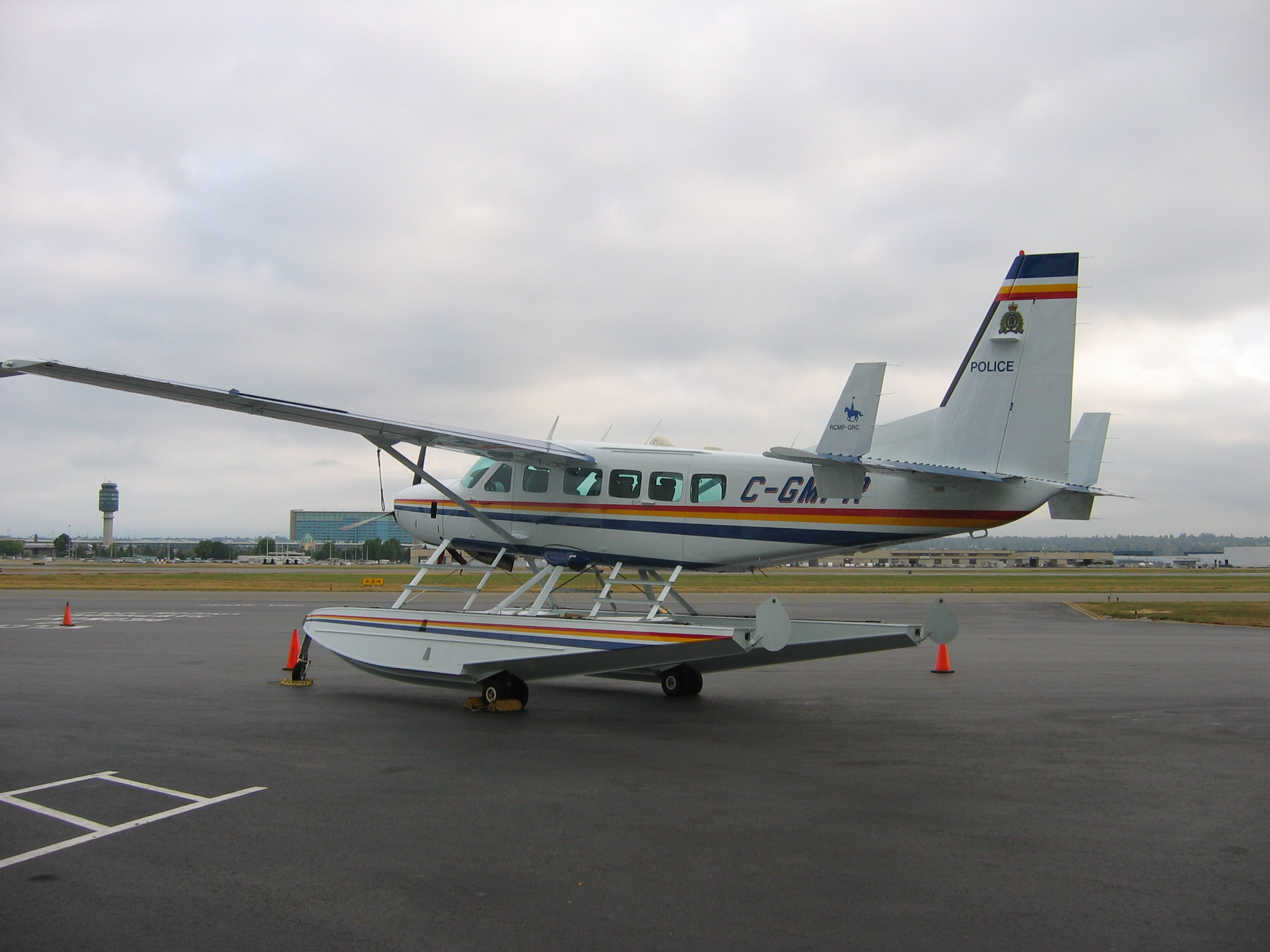
Самолёт КККП

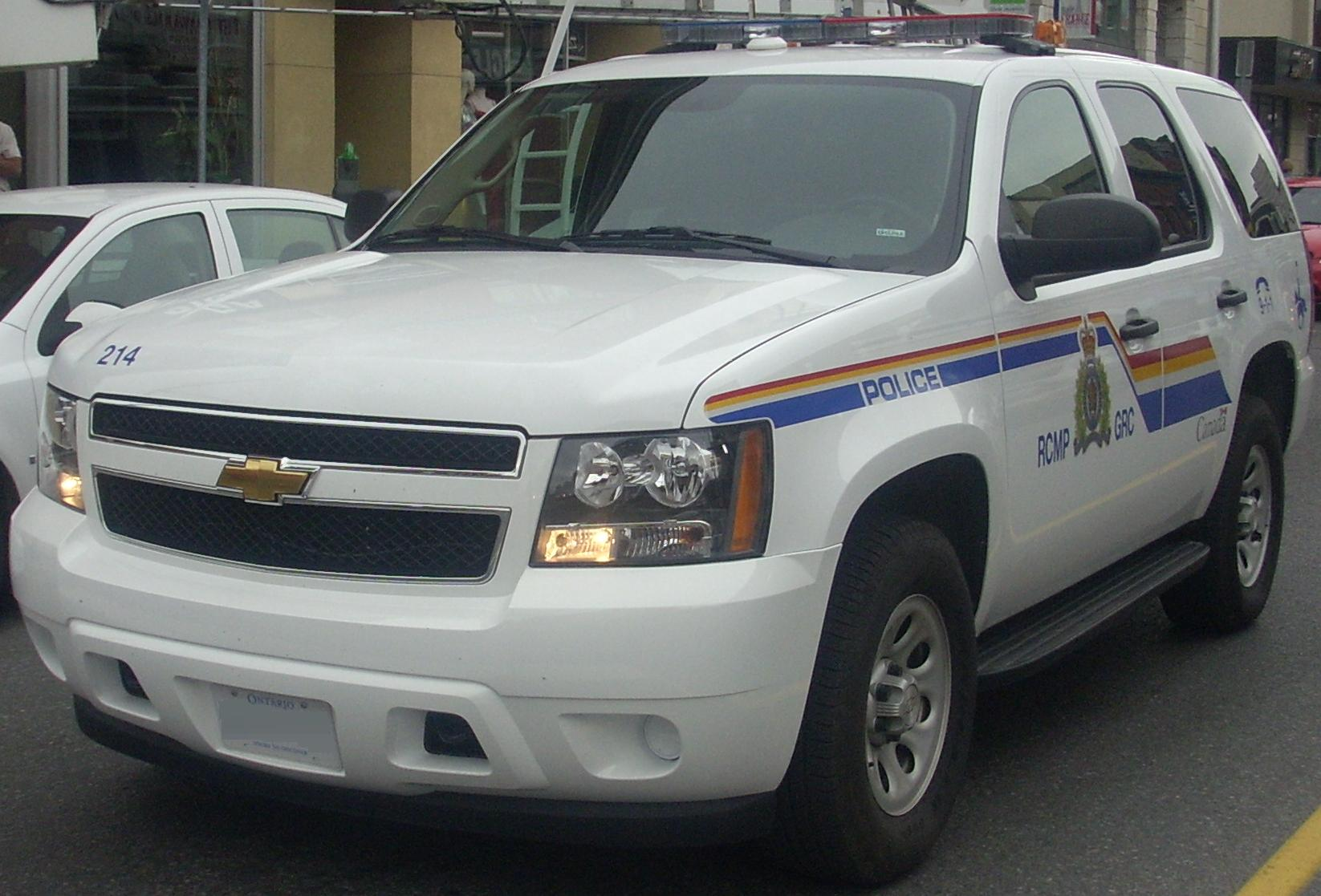
Современный автомобиль КККП

КККП имеет свою собственную воздушную службу, целью которой является поиск и наладка оборудования и техническая экспертиза, позволяющая передовым членам и их партнёрам предупреждать преступления и расследовать их, применять закон, противостоять терроризму и работать в безопасной среде. Флот воздушной службы КККП включает в себя один Piaggio P180 Avanti, три Cessna Caravan, шесть Cessna, два Twin Otter, четыре вертолёта Bell 206, четыре Eurocopter AS 350B3s и тринадцать Pilatus PC-12.
Сухопутная транспортная служба КККП обладает впечатляющим парком таких транспортных средств, как Ford Crown Victoria, Chevrolet Impala, Chevrolet Lumina, Chevrolet Caprice, Chevrolet Camaro, Chevrolet Cube Van, Chevrolet Suburban, некоторые модели внедорожников Land Rover, Ford Mustang, Ford Expedition, Ford Explorer, Ford Cube Van, Ford Command Post, GMC Jimmy, GMC Van, GMC Yukon, GMC Caprice, некоторые модели мотоциклов Harley Davidson, Volkswagen Beatle и PT Cruiser, причём две последних модели отведены для муниципальной и рекламной деятельности. Все транспортные средства имеют двигатель V8 (изменённый транспорт). В КККП задействовано около 8 677 единиц наземного транспорта как с отличительными признаками (65 %), так и не отличающихся от других машин (35 %).
КККП имеет также морскую службу, в основные задачи которой входит надзор за исполнением закона о таможенных пошлинах и акцизе, закона о торговом флоте Канады и других федеральных законов и участие в различных спасательных операциях. Морская служба КККП в настоящее время располагает флотом из пяти патрульных кораблей более чем по 9,2 метра в длину: один на канадском восточном побережье и четыре — на западном. Все патрульные корабли оборудованы радаром и самыми современными электронно-вычислительными навигационными приборами.
Флот состоит, в частности, из патрульного корабля Инкстер (скоростной алюминиевый катамаран в 19,75 метра), Нейдон, Хиггитт, Линдси и Симмондс (скоростные катера типа катамаран длиной 17,7 метра, способные развивать максимальную скорость в 36 узлов, благодаря своим двум дизельным двигателям D2840 LE401 V-10 Man 820—831 л. с.) и Стикин (корабль в 13,72 метра из стекловолокна, оснащённый двумя дизельными двигателями Volvo TAMD70E 300—304 л. с. и способный развивать максимальную скорость в 23 узла).
Кроме патрульных судов, Конная полиция имеет и использует 377 более мелких лодок в различных местах в Канаде. К этому разряду относятся все корабли менее чем 9,2 м в длину, начиная от лодок и судов, перевозимых на крыше машины, и заканчивая лодками на воздушной подушке и полускутерами коммерческого изготовления. Суда внутренних вод используются в общих расследованиях и расследованиях, связанных с исполнением Закона о торговом флоте Канады, Постановления о мелких судах, Закона о правилах, связанных с перелётными птицами, и других федеральных или провинциальных законов.

## Карусель

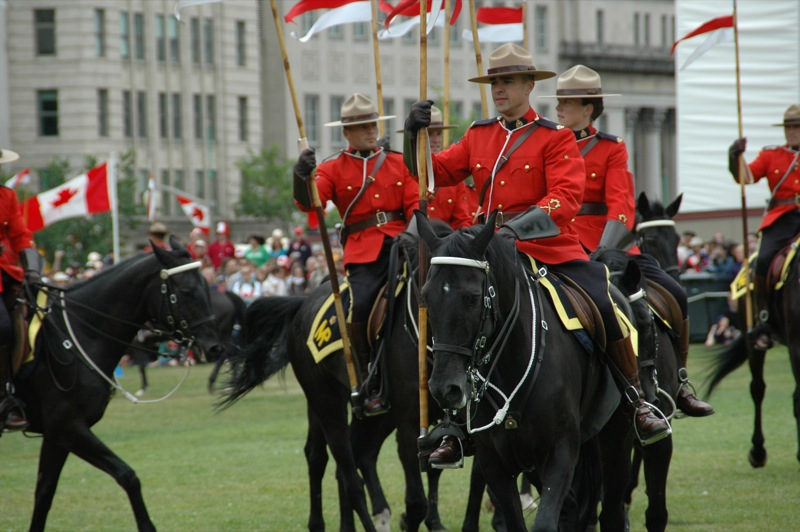
Всадники в праздник Канадской конфедерации в Оттаве

Карусель — единица КККП, возникшая благодаря желанию первых членов Северо-Западной конной полиции доказать свою всадническую ловкость и развлечь население. Большинство из них было бывшими британскими военнослужащими, и они организовывали конные зрелища, используя фигуры традиционных движений кавалерии. Первая Карусель была представлена в 1887 в реджайнском училище по подготовке персонала под руководством инспектора Уильяма Джорджа Мэтьюса. Карусель, образованная из двадцати человек, впервые дала публичный показ на гастролях в 1901. Её популярность не прекращала расти многие годы, и сегодня Карусель известна во всём мире.